# Сексуальная стимуляция электрическим током
Сексуальная стимуляция электрическим током — импульсное воздействие электрического тока слабой величины напряжения на различные участки эрогенных зон.
Стимуляторы для электросекса генерируют импульсы электрического тока. По своим характеристикам эти токи схожи с импульсами от нервных рецепторов, получая которые, мозг сокращает соответствующие мышцы. Результатом такого воздействия получается внутренняя стимуляция, которая полностью имитирует воздействие поглаживания, лёгкого удара или массажа.
Основное различие приборов для электросекса не только в самой электронике, но и в насадках к ним. Например, существуют насадки на член, клитор или соски, а также такие, которые можно вводить в анус и во влагалище. Варьируя эти насадки или используя их поочерёдно, можно добиться совершенно невероятных ощущений, которые невозможно получить при обычном половом контакте.
Различные режимы аппаратов для электросекса стимулируют области эрогенных зон по-разному. Например, слабая величина напряжения будет схожа по ощущениям на нежную ласку, тогда как увеличение сигнала сделает сокращение мышц гораздо интенсивнее. Воздействуя непосредственно на влагалище или пенис, прибор будет вызывать ощущение бесконечного оргазма. Однако если наращивать силу сигналов, то электросекс гипертрофирует ощущения и превратит их из приятных в дискомфортные. За эту его особую способность электросекс часто любят использовать в практиках БДСМ и жёстких ролевых играх.
Электростимуляцией можно пользоваться во время полового акта. Электроды стимулятора вводятся в анусы партнёров, после чего мужчина вводит пенис во влагалище женщины и подаются импульсы от стимулятора. Данным способом можно получить гораздо более яркие ощущения от полового акта, поскольку при этом, помимо механического воздействия, добавляются сокращения мышц, окружающих половые органы партнёров и приятные ощущения от прохождения пульсирующих электрических сигналов.